# Buellia romoletia
Buellia romoletia är en lavart som beskrevs av A. Nordin. Buellia romoletia ingår i släktet Buellia och familjen Physciaceae.   Inga underarter finns listade i Catalogue of Life.